# Nelson Bay
Nelson Bay (5 396 habitants) est une ville portuaire de la baie de Port Stephens en Nouvelle-Galles du Sud en Australie.
La ville est située à 207 km au nord-nord-est de Sydney et à 60 km au nord-est de Newcastle.
La ville vit essentiellement du tourisme : surf, plongée, pêche et observation de mammifères marins.